# Rivière-Saas-et-Gourby
Rivière-Saas-et-Gourby è un comune francese di 1 200 abitanti situato nel dipartimento delle Landes nella regione della Nuova Aquitania.

## Società

### Evoluzione demografica
Abitanti censiti